# Чёрный Лес (Волынская область)
Чёрный Лес (укр. Чорний Ліс) — село в Торчинской поселковой общине Луцкого района Волынской области Украины.
Код КОАТУУ — 0722881505. Население по переписи 2001 года составляет 17 человек. Почтовый индекс — 45645. Телефонный код — 332. Занимает площадь 0,3 км².